# Maysville (Caroline du Nord)
Maysville est une ville américaine située dans le comté de Jones dans l'État de Caroline du Nord. En 2010, sa population était de 1 019 habitants.

## Démographie
| 1900 | 1910 | 1920 | 1930 | 1940 | 1950 |
| ---- | ---- | ---- | ---- | ---- | ---- |
| 98   | 345  | 536  | 797  | 732  | 818  |

| 1960 | 1970 | 1980 | 1990 | 2000  | 2010  |
| ---- | ---- | ---- | ---- | ----- | ----- |
| 892  | 912  | 877  | 892  | 1 002 | 1 019 |

## Source de la traduction
- (en) Cet article est partiellement ou en totalité issu de l’article de Wikipédia en anglais intitulé « Maysville, North Carolina » (voir la liste des auteurs).